# Jarischandra
En el marco de la mitología hinduista Jári-Schandra es el 28.º (vigésimo octavo) rey de la dinastía solar durante el treta iugá (la ‘tercera era’, hace 800.000 años).

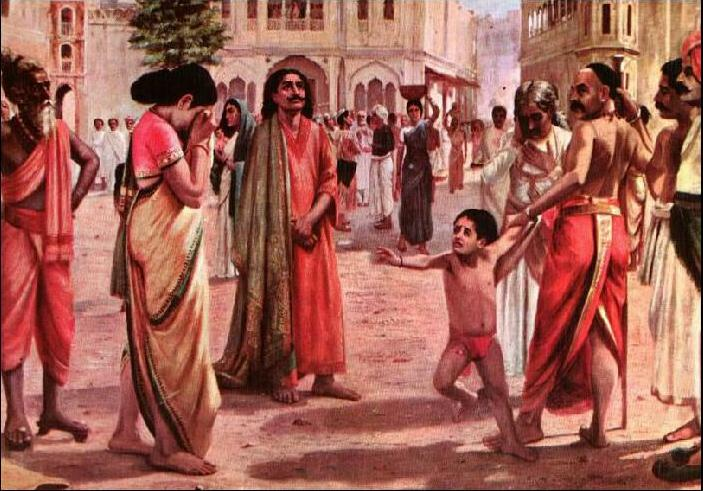
Jari Shchandra y su familia son vendidos como esclavos y separados.
Óleo del pintor indio Raja Ravi Varma.

- हरिश्चन्द्र, en escritura devánagari.
- hari-ścandra, en el sistema AITS (alfabeto internacional de transliteración sánscrita).

Era hijo de Tri Śaṅku, y es recordado por su piedad.
Según el Markandeia-purana abandonó a su país, a su esposa y a su hijo, y finalmente a sí mismo para complacer las demandas del malvado sabio Vishuá Mitra.
Después de sufrir indecibles sufrimientos, obtuvo la misericordia de los dioses, que lo elevaron junto con sus súbditos al cielo.
Según el Majábharata (2.489), la causa de su elevación fue la realización del sacrificio rayasuia.
En el Aitareia bráhmana se cuentan otras leyendas acerca de él (por ejemplo, la historia de Śunaḥ Śepa).
En leyendas posteriores se cuenta que el sabio volador Nárada Muni incitó al rey Jári Schandra a relatar sus acciones piadosas con orgullo, por lo que él fue degradado desde Suarga, un escalón por cada frase vanidosa.
El rey se detuvo a tiempo, y los dioses fijaron su capital Saubha en medio de la atmósfera.
Muchos hinduistas en la actualidad todavía creen que su ciudad aérea Shaubha es visible en el cielo en algunas ocasiones.

Su leyenda es muy popular, y se cuenta como el modelo de una vida ideal hinduista.
En sánscrito su nombre significa ‘el que tiene esplendor dorado’, siendo hari: ‘dorado’ y shchandra: ‘esplendor’.
Jari-Shchandra tenía dos cualidades únicas.
La primera era que era un hombre de palabra: cuando prometía algo, no había nada que lo detuviera para cumplir su palabra.
La segunda era que nunca había dicho ni una sola mentira, en toda su vida.
Los dioses sometieron a duras pruebas a estas dos cualidades, que lo llevaron a la penuria y a la separación de su familia.
Pero él se mantuvo en sus principios en contra de todo y finalmente se convirtió en un símbolo de sumisión a la religión hinduista.

## La leyenda de la vida ideal del rey Jari-Shchandra
Se dice que el gran sabio Vishuá Mitra, una vez se acercó al rey Jari-Shchandra y le informó que el rey mientras dormía le había hecho una promesa al sabio, de donarle todo su reino.
Jari-Shchandra era tan virtuoso y crédulo en la palabra de los sacerdotes (creía que un sacerdote nunca mentiría) que inmediatamente cumplió su palabra, le regaló su reino entero al sabio, y se fue a pie con sus dos únicas pertenencias: su esposa y su hijo.
Los hinduistas creían que el rey era dueño de todo el planeta, que ahora era dominio del sabio.
Por lo tanto el rey tuvo que irse hasta Benarés, la ciudad santa dedicada al dios Shivá, que era el único lugar que no pertenecía al sabio.
Pero el sabio reclamó un regalo adicional (dakshina) como honorario del acto de donación (de acuerdo a las leyes religiosas hinduistas esto es cierto).
Jari-Shchandra, que no tenía ninguna posesión, tuvo que vender a su esposa y a su hijo a un bráhmana (sacerdote) grihastha (casado) para pagar el dakshina.
En la India, antes de la llegada de los ingleses era común la compra y venta de esclavos (shudrá, la cuarta casta), siempre que se realizaran de acuerdo a los mandamientos de la sociedad hindú (varna ásrama).
Como el dinero colectado no era suficiente para cubrir los honorarios de Vishuá Mitra, el rey tuvo que venderse a un guardián en un crematorio, que estaba a cargo de colectar los honorarios de las cremaciones.
El rey tuvo que ayudar al guardián a quemar cadáveres, mientras que su esposa tenía que servir como esclava de todos los invitados que se quedaban a dormir en casa del bráhmana.
Un día, el hijo salió al campo a recoger flores para las ceremonias de su amo bráhmana, pero lo picó una serpiente. En esa época no existían sueros antiofídicos: las personas dependían del Aiur vedá (curaciones con plantas y oraciones). Estas no le hicieron efecto y murió.
Su madre, al no tener nadie que la protegiera, tuvo que cargar ella misma el cadáver hasta el crematorio.
No tenía dinero para pagar la cremación.
No reconoció a su esposo Jari-Shchandra, que estaba vestido como un esclavo.
Y él tampoco reconoció a su esposa, ni al niño muerto.
Le dijo a la mujer que podía pagar la cremación si le vendía su tobillera de oro.
De esta manera la esposa lo reconoció, ya que tenía una bendición de que solo su esposo podía ver su tobillera.
Entonces ambos se reconocieron y lloraron su dolor.
Pero Jari-Shchandra estaba obligado por el dharma (deber religioso) a cremar a su hijo solo si se le pagaba el costo.
Así que le pidió a su esposa que le vendiera el sari que la cubría.
Ella ya había usado la mitad de la tela de su túnica para cubrir el cadáver de su niño.
Jari-Shchandra le pidió como honorario el pedazo que la cubría.
Cuando ella se desnudó ante todos, y entonces sucedió un milagro (lo que en Occidente se llamaría «recurso deus ex-máchina»).
En la escena aparecieron el dios Visnú, el dios Indra y todos los devas, y el propio sabio Vishuá Mitra y alabaron a Jari-Schandra por su perseverancia, sumisión y religiosidad.
Resucitaron al niño.
Le ofrecieron al rey, a su esposa y a su hijo, lugares en Suargá (el cielo hinduista).
Jari-Shchandra se negó, aduciendo que había sido vendido como esclavo a su amo el guardián del crematorio.
Los dioses le revelaron que el guardián no era otro que el dios Iama.
El rey siguió negándose, diciendo que no podía dejar atrás a sus súbditos, debido al dharma de un rey chatría.
Pidió un lugar en el cielo para todos sus súbditos.
Pero los dioses se negaron, y explicaron que los súbditos tenían cada uno su propio karma y que tendrían que sufrirlo antes de poder alcanzar el cielo.
El rey entonces propuso entregar todo su crédito kármico (todas las actividades piadosas que había realizado en vida) para que ellos pudieran ascender al cielo y él se quedaría en la Tierra.
Los dioses, ahora inmensamente complacidos por el carácter altruista del rey, lo llevaron al cielo a él, a la reina, y a todos sus súbditos.
El sabio Visuá Mitra ayudaría a volver a poblar el reino (todo el planeta) e instaló al hijo de Jari-Shchandra como rey de la Tierra.
El hijo se llamaba Rójita Ashua (‘que tiene caballos rojos’, siendo róhita: ‘rojo’ y aśva: ‘caballo’).
Él fundó el pueblo de Rohtas Garh, en el distrito Rohtas (en Bihar) y también Rohtak, originalmente Róhita Kaul, que significa que proviene de la kula (‘familia’) de este Róhita.
Rustagi's, Rastogi's & Rohatgi's are from the clan of Raja Jari-Shchandra.